# جبال بينال
{{ص.م جبل
| الارتفاع متر = 7,848
| الإحداثيات = جبال بينال (اليافاباي: Walkame - "جبال الصنوبر"، أباتشي الغربية: Dził Nnilchí "Diyiléé -" جبال الصنوبر ") هي سلسلة جبال تقع في مقاطعة جيلا، أريزونا. يبلغ الحد الأقصى لارتفاعها 7,848 قدم (2,392 م) ومتوسط أكثر من 4,000 قدم (1,200 م) . أقرب مدينة لها هي منطقة غلوب ، أريزونا / ميامي ، أريزونا، والتي تبعد بضعة أميال شمال سلسلة الجبال. تقع الجبال داخل غابة تونتو الوطنية، وتتم صيانة مرافقها الترفيهية من قبل دائرة الغابات بالولايات المتحدة التابعة لوزارة الزراعة الأمريكية. تقع محمية سان كارلوس الهندية بالقرب من سلسلة الجبال، حيث تقع حدودها على بعد أميال قليلة شرق / شمال شرق الجبال. الجبال مغطاة بصنوبر بونديروسا والتنوب الأبيض وتمتلك طقسًا أكثر برودة من منطقة جلوب / ميامي، لذا فهي منطقة ترفيهية شهيرة في الصيف. تشمل المرافق التي تم صيانتها طريقًا ترابيًا تم صيانته يمتد على طول الطريق إلى قمة جبال بينال، وموقع تخييم ومنطقة ترفيهية، والعديد من مسارات المشي لمسافات طويلة،  بالإضافة إلى بعض أبراج الراديو بالقرب من كل من قمم بينال ووسيغنال (أعلى قمتين في المنطقة). تغطي سلسلة الجبال مساحة 45760 فدان.

## الموقع
تقع سلسلة الجبال بأكملها في جنوب مقاطعة جيلا بولاية أريزونا وعلى بعد أميال قليلة جنوب جلوب وأريزونا وميامي بولاية أريزونا.

## التاريخ
كانت المنطقة المحيطة بجبال بينال مأهولة بثقافة بويبلو للأمريكيين الأصليين في حوالي القرنين الحادي عشر والثاني عشر. سميت هذه الثقافة المبكرة بثقافة سالادو، وازدهرت لعدة قرون في المنطقة. من المعروف أن أطلال بيش-با-غواه بالقرب من مدينة غلوبي قد احتلها أهل ثقافة سالادو من القرن الثالث عشر إلى القرن الخامس عشر. ومع ذلك، في حوالي منتصف القرن الخامس عشر، هجر سكان سالادو المنطقة وانتقلوا إلى الجنوب، وربما اندمجوا مع شعب بيما في هذه العملية. في نفس الوقت تقريبًا، بدأ سكان اباتشي الغربية وكويفكيبايا-يافاباي في الاستقرار حول المنطقة. أطلق سكان أباتشي على جبال بينال اسم Dzi £ Nnilchí 'Diyiléé ، بمعنى «الجبل المغطى بالصنوبر»، بينما أطلق اليافاباي على الجبال اسم Walkame ، أو «جبال الصنوبر». في وقت لاحق، في القرن السابع عشر، بدأ الأسبان في استكشاف المنطقة والتقوا بالسكان الأصليين؛ وقاموا بترجمة مصطلح السكان الأصليين للجبل إلى بينال، أو «أشجار الصنوبر» في الإسبانية. في مناسبة واحدة على الأقل، كانت جبال بينال موقع معركة بين القوات الإسبانية ومحاربي الأباتشي الأصليين؛ هذا الصراع القصير كان يسمى معركة جبال بينال.

## الجيولوجيا
تمتلك جبال بينال وفرة متنوعة من المعادن الثمينة وغير الثمينة. توجد العديد من مطالبات التعدين في جبال بينال من عام 1875 إلى أوائل القرن العشرين. مع المعادن الثمينة مثل النحاس والفضة وكميات ضئيلة من الذهب يتم استخراجها بكميات متفاوتة من الجبال خلال تلك الفترة. غيرها من المعادن الثمينة وجدت بوفرة في الجبال وتشمل الحديد، الكوارتز، الكالسيت، الملكيت، ازوردية، الفلسبار، الديوريت، والرصاص الخامات من جالينا وأنغليزيت. كان أنجح منجم هو منجم جيبسون، الواقع في أقصى الجزء الغربي من النطاق وكان الأكثر نجاحًا من 1906-1918. شكلت 99 ٪ من إجمالي إنتاج النحاس والفضة من الجبال، والذي بلغ 12.5 مليون جنيه (أكثر من 6250 طنًا) من النحاس و 3500 أوقية من الفضة (كمنتج ثانوي لتعدين النحاس). ساعدت العديد من المناجم الموجودة في أعلى الجبال في تطوير بعض مسارات المشي لمسافات طويلة في العصر الحديث، ومن الأمثلة البارزة على ذلك مسار Sixshooter Canyon في الجزء الشرقي من الجبال. الذي كان مسارًا للتعدين في منتصف إلى أواخر سبعينيات القرن التاسع عشر،  فيما كان يعرف آنذاك بالحدود الأمريكية في أريزونا. اليوم، لا توجد مناجم نشطة في الجبال وقد تم التخلص من معظم المناجم السابقة منذ فترة طويلة.

## النباتات والحيوانات
تتمتع جبال بينال بمجموعة متنوعة من الحياة النباتية والحيوانية. وعدة أنواع حصرية للمنطقة. تشمل الأمثلة عثة أريزونا  وأنواع من القنافذ في أريزونا. تشمل الأنواع الأخرى من النباتات صنوبر بونديروسا، والتنوب الأبيض، والعرعر، وبلوط غامبل، وسينيسيو نيومكسيكانوس تومي (المعروف أيضًا باسم تومي جراوندسيل). تشمل الحيوانات الأخرى الموجودة في الجبال: بيكاريا، والايائل بيضاء الذيل، والأيائل طويلة الاذنين، والأرنب القطني الذيل، والسنجاب، والسمان، والخفاش البني الصغير؛ الدب الأسود الأمريكي، وأسد الجبال.

## القمم
تحتوي سلسلة جبال بينال على 4 قمم، كما هو مدرج في خريطة المسح الطبوغرافية الرسمية لهيئة المسح الجيولوجي الأمريكية للمنطقة. جميع الارتفاعات رسمية كما هو مذكور في خريطة مسح USGS.

### القسم المركزي
1. قمة بينال - 7848   قدم (2,392 م).
2. الذروة - 7812   قدم (2,381 م).

### القسم الشرقي
3. الجبل الشرقي (HP) - 6892   قدم (2,101 م).

### القسم الشمالي الغربي
4. قمة ماديرا - 6647   قدم (2,026 م).

## الترفيه
غالبًا ما تكون الجبال مكانًا للاستجمام في أشهر الصيف، نظرًا لمناخها البارد المتوسط وجمالها الخلاب. هناك العديد من المسارات (الطرق الجبلية) ومواقع التخييم لدعم الترفيه.

### الممرات
تشمل مناطق الاستجمام في جبال بينال ما لا يقل عن 8 مسارات عامة للمشي لمسافات طويلة، اثنتان منها هما Sixshooter Canyon Trail # 197 و Icehouse Canyon Trail # 198، وكلاهما يقع على الجانب الشمالي الشرقي من الجبل ويمكن الوصول إليه عبر الطرق.

### المخيم
تشتمل منطقة جبال بينال الترفيهية أيضًا على موقع مخيم عام، مع 16 وحدة مع طاولات تنزه، وشوايات نار، و 4 حمامات قبو. الموسم المفتوح لهذا المخيم هو من مايو إلى نوفمبر وفقًا لخدمة الغابات التابعة لوزارة الزراعة الأمريكية. يمكن الوصول إلى موقع المخيم عبر طريق ترابي يمتد حتى قمة الجبل.